# Население на Джибути
Населението на Джибути според последното преброяване от 2009 г. е 818 159 души, по-голямата част от които живеят в столицата.
Средната възраст на населението е 18,2 години, а прирастът се изчислява на 1,984 % за 2007 година. Продължителността на живота е кратка – 43,2 години средно, като при мъжете тя е 41,88 години, а при жените – 44,65 години. Грамотни са 67,9% от населението.

## Численост
Численост на населението според преброяванията през годините:
| Година | Численост |
| 2009   | 818 159   |

## Възрастова сткруктура
(2006)
- 0-14 години: 43,3 %
- 15-64 години: 53,3 %
- над 65 години: 3,3 %

(2008)
- 0-14 години: 35 % (мъжe 132 592 / жени 132 114 	)
- 15-64 години: 61,7 % (мъже 206 323 / жени 260 772)
- над 65 години: 3,3 % (мъже 11 349 / жени 13 924)

## Коефициент на плодовитост
- 2006: 3,79

## Етнически състав
60% от населението принадлежат на етническата група на сомалийците, 35% са афари, 2% - европейци (главно французи и италианци), а 3% - от други националности (предимно араби и етиопци).

## Езици
Официалните езици са френският и арабският. Сомалийският и афарският са широко разпространени, но не са официални езици.

## Религия
Основната религия е ислямът, изповядван от 94% от населението; християните са 6%.